# Лембіт Реммельґас
Лембіт Реммельґас (*4 лютого 1921, Ямбург — 25 липня 1992, Таллінн) — естонський перекладач, літературний критик і сценарист.

## Життєпис
Дитинство і юність Реммельґас провів у Нарві, де в 1938 році закінчив середню школу. Одразу після цього почав журналістську роботу. Після радянізації Естонії в червні 1940 року він був секретарем редакції газети Narva Tööline («Робітнича Нарва»). Другу світову війну провів у Радянському Союзі, тимчасово працюючи редактором газети в блокадному Ленінграді. Після війни знову працював у різних газетах радянської Естонії. У 1949—53 — секретар ЦК Естонського комсомолу. У цей період він також закінчив заочне навчання у Вищій партійній школі в Москві, яку закінчив у 1955 році.
З 1943 року Реммельґас був членом КПРС, з 1952 року — членом Спілки письменників Естонії, в якій тимчасово обіймав різні посади, з 1981 по 1983 рік був її заступником.

## Робота
У свої ранні дні Реммельґас був пристрасним прихильником комуністичної ідеології і продовжував це робити в 1957 році, після XX з'їзду КПРС (1956 р.), на якому було проголошено десталінізацію, оскільки на партійних зборах Спілки письменників виступив із такою заявою: «Зрозуміло, що не можна добре писати і займатися актуальними питаннями життя без комуністичного світогляду». Пізніше, однак, засвідчено, що він мав більш гнучку, менш жорстку та ідеологізовану позицію.
Реммельґас набув особливого значення для історії літератури Естонії, подав Яану Кроссові ідею для свого монументального роману Життя Балтазара Руссова (1970—1980): як редактор Талліннфільму він запропонував автору написати сценарій для історичного фільму про Таллінн, після того як радянські кінематографісти відвідали Таллінн і були здивовані, що такого історичного фільму ще не було знято. Кросс обрав персонажем Балтазара Руссова, і після написання сценарію залишилося так багато матеріалу, що він склав із нього роман із чотирьох частин.
Крім літературної критики, Реммельґас працював перекладачем з російської, словацької та чеської мов. Серед авторів, які він перекладав, — Лев Толстой, Ярослав Гашек, Карел Чапек, Мілан Кундера, Вацлав Гавел та інші.

## Цікаі факти
Наприкінці 1960-х років, після зйомок пізніше культового естонського фільму «Остання реліквія», в якому, серед іншого, були використані дуже відомі вірші Пауля-Ееріка Руммо про свободу. Цензором, відповідальним за схвалення фільму, був Реммельґас, тому знімальна група постачала його вдосталь алкоголем і коли на кіностудії відбувалася вирішальна зустріч, він спав вдома від сп'яніння.

## Нагороди
- 1980 Заслужений письменник ЕРСР
- 1980 Премія Юхана Смуула за переклади естонською мовою

## Веб-посилання
- (Естонська) Lembit Remmelgas в естонській базі даних людей ISIK